# Élections législatives israéliennes de 2006
Les élections législatives israéliennes de 2006 se sont déroulées  de manière anticipée le 28 mars 2006 pour désigner les membres de la 17e Knesset, à la suite de l'accord trouvé entre le Premier ministre israélien, Ariel Sharon, et le nouveau dirigeant du Parti travailliste, Amir Peretz. Ce scrutin intervient alors que le Premier ministre, Ariel Sharon, qui était considéré comme le grand favori, est dans le coma.

## Contexte

### Élections anticipées
La décision de provoquer des élections anticipées suit l'élection de Amir Peretz à la tête des travaillistes puis sa décision immédiate de retirer son parti de la coalition soutenant le gouvernement. Cette coalition, menée par le Likoud d'Ariel Sharon et le précédent dirigeant travailliste Shimon Peres avait permis au gouvernement de poursuivre l'application du plan de désengagement des territoires occupés et de réaliser ainsi le retrait israélien de la Bande de Gaza et de certaines colonies israéliennes isolées du nord de la Cisjordanie, malgré l'opposition d'une partie du Likoud et des partis religieux. La dissolution de la coalition a également précipité le départ de Ariel Sharon du Likoud et la création de son propre parti à vocation centriste, Kadima.
Peretz avait demandé à Sharon de choisir une date pour ces élections anticipées, « entre fin février et fin mars, le plus tôt possible. » Sharon a également estimé qu'il s'agissait de la « meilleure chose pour le pays » de tenir des élections le plus tôt possible, « étant donné l'effondrement de la coalition politique. »

### Contexte géopolitique
Les élections se sont déroulées dans un contexte géopolitique marqué par plusieurs éléments:
1. Les résultats des Élections générales palestiniennes du 25 janvier 2006 change profondément les paramètres du processus de paix israélo-palestinien. Le mouvement islamiste Hamas est le grand vainqueur de ces élections et désigne Ismaël Haniyeh pour former un nouveau cabinet palestinien en mars 2006 alors que la campagne bat son plein en Israël.
2. L'état de santé de Ariel Sharon après ses hospitalisations en décembre 2005 et janvier 2006 implique une nouvelle secousse dans le paysage politique israélien et le rôle de la nouvelle formation Kadima au moment des élections. Les nouvelles sur l'état de santé de Sharon sont relayées régulièrement, tandis qu'il semble certain que celui-ci ne reprendra plus de responsabilités politiques à l'avenir.
3. Les menaces que font peser le programme nucléaire et les violentes attaques verbales du président iranien Mahmoud Ahmadinejad participent à la tension au moment de l'élection. Pendant ce temps, la coalition menée par les États-Unis semble s'embourber dans sa guerre en Irak.
4. Cette tension est déjà grandement liée au terrorisme palestinien et à l'annonce de la fin de la « trêve » en décembre 2005 par les mouvements islamistes comme le Hamas et le Jihad islamique palestinien ainsi que par des mouvements armés issus du Fatah comme les brigades des martyrs d'Al-Aqsa.
5. Situation sociale des Israéliens. Les indicateurs de pauvreté de la population israélienne sont au rouge et le fossé entre les revenus s'est agrandi.
6. Situation sanitaire: plusieurs centaines de volailles sont retrouvées mortes dans le kibboutz Ein Hashlosha, près de la bande de Gaza, dans le désert du Néguev. Le ministère de l'Agriculture confirme le 17 mars la présence du virus H5N1. Plusieurs personnes sont hospitalisées et font craindre des risques de contamination de la population. D'autres domaines agricoles, en Cisjordanie et dans la bande de Gaza, sont touchées dans les jours suivants.

### Situation des partis en lice
Likoud
Depuis les élections législatives israéliennes de 2003, le Likoud dirigé par Ariel Sharon possède une majorité de 38 sièges sur les 120 parlementaires de la Knesset. Le parti a souffert de divisions internes à la suite de la décision de Sharon d'évacuer les populations juives implantées dans la Bande de Gaza. Cette division a entrainé le départ de Ariel Sharon en novembre 2005 pour former Kadima.
Le 19 décembre 2005, Benyamin Netanyahou a été élu candidat officiel à l'issue d'élections primaires du parti. Son numéro 2 est Silvan Shalom. Netanyahou s'oppose à tout nouveau retrait unilatéral des Israéliens, comme les partis religieux. Toutefois, la politique libérale qu'il a menée au sein du gouvernement Sharon lui est reprochée par les religieux du parti Shas traditionnellement favorables à des mesures sociales et cela pourrait empêcher une coalition avec ce parti.
Avoda
Depuis les Élections législatives israéliennes de 2003, le parti travailliste qui était alors dirigé par Amram Mitzna possède 19 sièges. En janvier 2005, Shimon Peres a fait participer le parti à la coalition de Sharon pour permettre le retrait de Gaza. L'élection de Amir Peretz change la donne au sein du parti. Aussi, la personnalité de Peretz, originaire du Maroc, crée des tensions internes avec l'élite traditionnelle ashkénaze du parti. L'ancien dirigeant, Shimon Peres, a fini par quitter la formation pour rejoindre les centristes de Kadima.
Kadima
Les premiers sondages donnent ce nouveau parti gagnant aux élections de mars 2006. Toutefois, l'état de santé et l'âge d'Ariel Sharon font peser des craintes au sein de l'opinion publique qui s'interroge, d'après les journaux israéliens, sur la fiabilité d'un parti construit autour d'une personnalité. Tzipi Livni, ministre et membre de Kadima, rejette l'idée que le parti ne serait qu'un groupe hétérogène autour de Sharon. Dans le courant du mois de février 2006, Ehud Olmert s'impose progressivement comme l'héritier de Ariel Sharon et réussit à rassembler le soutien des autres ténors du parti autour de son nom en tête de liste. Shimon Peres est second sur la liste. Tzipi Livni, en troisième position, occuperait le poste de vice-premier ministre en cas de gouvernement Kadima.
Autres partis
L'élection est généralement perçue par les observateurs comme une lutte entre 3 partis principaux, grand changement en politique israélienne qui se résume traditionnellement, depuis les années 1970, à une opposition Likoud-Avoda.
Le parti religieux séfarade Shas de Eli Yishaï présente une liste indépendante.
Les primaires du parti Shinouï (3e formation du pays avec 15 parlementaires) ont désigné Ron Leventhal comme numéro 2 du parti à la place d'Avraham Poraz. Celui-ci quitte la formation et crée un nouveau parti, HeTS, entrainant avec lui la plupart des parlementaires Shinouï. Le leader du parti, Tomy Lapid, démissionne du parti le 25 janvier 2006 pour rejoindre HeTS, et laisse la direction du Shinouï libre pour Leventhal.
Le 30 janvier 2006, la coalition de droite appelée « Halhud HaLeumi » (et rassemblant 3 partis de droite: Moledet, Tkuma et Tzionut HaDatit) soumet une liste conjointe avec le Parti National Religieux « Mafdal » et Binyamin Elon en tête de liste. Ils appellent à refuser tout nouveau retrait de territoires supplémentaires contrairement à ce qui est proposé par Ehoud Olmert et Kadima. Le parti Israel Beytenou soutenu majoritairement par les immigrants russes a préféré sortir de la coalition de Halhud HaLeumi pour proposer une liste séparée.
Le reste des autres listes se présentent sous les labels:
- Liste arabe unie,
- Meretz-Yachad,
- Ale Yarok,
- Judaïsme unifié de la Torah, coalition entre Agoudat Israel et Degel HaTorah,
- Gil (Israël).

## Mode de scrutin
Les élections ont renouvelé les 120 sièges du Parlement israélien (la Knesset) suivant une représentation proportionnelle à partir des listes proposées par les partis politiques. Un seuil de 2 % des votes est nécessaire pour allouer des sièges à une liste (ce seuil a été relevé car il était de 1,5 % lors des précédentes élections).
À la parution des résultats, le président de l'État d'Israël donne la charge de former le nouveau gouvernement au membre du parlement qui a le plus de chances de pouvoir le faire (normalement le leader de la liste ayant reçu le plus grand nombre de suffrages). Celui-ci a alors jusqu'à 42 jours pour négocier une coalition avec d'autres partis et présenter le nouveau gouvernement à la Knesset à l'occasion d'un vote de confiance qui demande un minimum de 61 soutiens sur 120 parlementaires. Le cabinet une fois confirmé par ce vote, il devient le nouveau Premier ministre d'Israël.

## Campagne

### Leconflit israélo-palestinien
La précédente élection législative israélienne s'est jouée, selon les commentateurs politiques, sur le thème de la sécurité contre le soulèvement palestinien de la seconde intifada. Cette période a été marquée par plus d'un millier de morts du côté israélien. La politique sécuritaire du gouvernement Sharon a consisté principalement en des incursions fréquentes en Cisjordanie et dans la bande de Gaza et en l'arrestation de nombreux militants palestiniens ou leur élimination par des attaques ciblées. Malgré les protestations soutenues de certains groupes de la gauche israélienne et des Arabes israéliens, cette politique a rassemblé un large soutien dans la population juive qui craint toujours les attentats-suicides et les attaques par tirs de roquettes, bien que ces attaques aient diminué en 2005 puis 2006. La même division s'est observée tout au long de la construction de la « Barrière de sécurité » qui empiète dans le territoire revendiqué par la majorité des Palestiniens.
Par contre, le retrait israélien de la bande de Gaza a suscité une autre fracture entre un courant pragmatique incarné par Ariel Sharon, soutenu à cette occasion par la gauche, et une certaine droite qui ne veut pas « récompenser le terrorisme » et qui s'appuie sur les courants religieux qui aspirent toujours à disposer de la totalité de l'historique Terre d'Israël.
Dans cette élection, les partis de droite et du centre mettent en avant des programmes pour continuer à lutter « contre le terrorisme palestinien ». Le parti travailliste a également placé cette lutte comme sa priorité absolue. Les oppositions à la politique sécuritaire sont représentées par les partis arabes et des partis de gauche comme Meretz.
Les solutions proposées au conflit sont différentes selon les partis:
- Meretz soutient des négociations bilatérales comme seul chemin vers la paix.
- Le Parti travailliste et Kadima expriment le souhait de négocier mais l'absence selon eux d'un partenaire palestinien pour négocier la paix (particulièrement après la victoire du Hamas aux élections législatives palestiniennes de 2006) les amènent à considérer des nouveaux retraits unilatéraux pour dessiner les frontières définitives d'Israël en y incluant les grands blocs de population juive à l'est de Jérusalem.
- Le Likoud souhaite une expansion de la barrière de séparation israélienne afin d'inclure une plus grande proportion des « territoires disputés » et de contrôler la vallée du Jourdain, Jérusalem et toutes les colonies de peuplement[réf. nécessaire].
- Union nationale (Israël)-Parti national religieux s'opposent à tout retrait unilatéral et souhaitent encourager plus intensément le peuplement juif de la Cisjordanie.
- Hérout et d'autres petits groupes nationalistes soutiennent le transfert massif de la population arabe israélienne et palestinienne vers les pays arabes voisins afin de résoudre définitivement le conflit. Certaines différences existent entre le Herout qui soutient un « départ volontaire » des Arabes contre des compensations financières et les autres mouvements qui n'excluent pas des expulsions forcées.
- Israel Beytenou propose de maintenir du contrôle israélien sur la plupart des colonies de peuplement juif et de céder en échange certaines villes arabes et certaines zones inhabitées du territoire israélien à l'Autorité palestinienne.

### La situation économique et sociale
Depuis la création d'Israël, la scène politique a essentiellement été dominée par les questions de paix et de sécurité. Les partis se sont principalement définis selon leur approche vis-à-vis du conflit israélo-arabe et du conflit israélo-palestinien.
Les élections de 2006 sont marquées par le fait qu'un parti majeur (les travaillistes sous la direction de Amir Peretz) place pour la première fois les questions économiques et sociales au sommet de ses priorités. Cela inclut une augmentation du salaire minimum, des allocations de pensions aux travailleurs. Le programme travailliste se démarque très largement du néo-libéralisme du Likoud de Benyamin Netanyahou qui, en tant que ministre des finances de 2003 à 2005, a cherché à stimuler l'économie nationale en baissant les charges au détriment du système de santé. Cette politique est crainte par une partie de l'électorat traditionnel du Likoud dans les classes moyennes. Cet argument est utilisé par les orthodoxes du Shas qui se pose en soutien des classes pauvres de la société israélienne.

### La question d'Israël en tant qu'État juif et démocratique

#### Relations entre l'État et le judaïsme
Jusqu'en 2003, des partis juifs religieux ont pris part à toutes les coalitions formées en Israël. Les partis sionistes religieux ont poussé pour avoir un certain équilibre entre les points de vue laïcs et religieux sur les questions d'éducation, de cacherout, l'observation du chabbat et le mariage religieux. D'autre part, les partis religieux orthodoxes ont poussé pour préserver les aides aux études religieuses et l'exemption au service militaire pour les étudiants des yeshivot (qui avait été décidée en 1951 par David Ben Gourion).
Ces avantages pour les religieux sont de moins en moins bien vécus par les citoyens laïcs qui les ressentent comme un fardeau pour la société. C'est par ce phénomène que beaucoup ont expliqué la montée du Shinouï lors des élections de 2003. Toutefois, ce parti n'a pas obtenu de changement significatif dans cette situation et a quitté en 2005 la coalition réunie par Ariel Sharon, quand celui-ci a alloué de nouvelles aides à un parti religieux orthodoxe.
Shinouï, HeTS (scission du Shinouï), Meretz, et Ale Yarok veulent promouvoir dans leurs programmes des principes « laïcs et démocratiques » :
- Permettre aux entreprises et aux transports publics de fonctionner le chabbat ;
- Instituer un mariage civil (voire une forme de mariage homosexuel) et briser le monopole des religieux sur les institutions du mariage et du divorce ;
- Permettre la vente publique de viande de porc, qu'interdisent les lois religieuses ;
- Engager les étudiants religieux dans le service militaire de Tsahal.

Les différents partis religieux comme Shas et le Parti national religieux s'opposent strictement à de telles réformes et veulent renforcer le caractère juif de l'État.

#### Relations entre Juifs et Arabes
Les Arabes israéliens représentent environ 20 % de la population israélienne. Bien que leurs situations économique et sociale soient bien plus enviables que celles des Arabes des territoires occupés, ils se plaignent des discriminations qu'ils subissent dans les institutions sociales du pays, du fait de leur identité ethnique arabe palestinienne parfois en opposition avec leur citoyenneté israélienne dans le cadre du conflit qui oppose les deux peuples.
Les partis arabes Raam et Balad, auxquels s'ajoute le Parti communiste israélien, veulent lutter contre toute forme d'« inégalité fondée sur l'ethnie » et faire du pays un État démocratique binational.
Les Juifs d'Israël voient les inégalités qui existeraient dans le pays comme le résultat naturel du concept d'État juif. Les Arabes n'ont pas les mêmes obligations de faire leur service militaire par exemple et sont suspectés de ne pas être solidaires des autres citoyens face aux actions violentes palestiniennes contre Israël. De plus, un parlementaire arabe israélien s'est exprimé à la Knesset pour appeler à la destruction de l'État d'Israël. D'autres Arabes israéliens ont été jugés et condamnés pour leur soutien concret à des attaques terroristes par le passé. Lors de ces élections, une tête de liste de la coalition des partis arabes est un islamiste qui souhaite « appliquer la charia ».
Certains partis d'extrême-droite israélienne comme Herout soutiennent des plans de transfert des populations arabes israéliennes vers l'autre rive du Jourdain. D'autres comme Israel Beytenou veulent négocier un échange de territoires entre les blocs de colonies qui reviendraient à Israël et les régions du pays majoritairement peuplées d'Arabes israéliens afin de renforcer la majorité juive d'Israël tout en créant un État arabe palestinien.

### L'instauration d'un mariage civil
L'instauration du mariage civil est un thème de campagne pour plusieurs partis politiques. L'enjeu est notamment le gain des voix de la minorité russophone qui y est favorable et qui représente 20 % de la population israélienne.
Les partis religieux s'opposent à un tel projet qui est soutenu par les partis « laïcs » et notamment le Shinouï.

## Déroulement de la campagne

### Déclarations
Au cours de la campagne électorale, qui s'accélère à quinze jours du scrutin, Ehud Olmert, devenu Premier ministre par intérim depuis l'hospitalisation de Ariel Sharon, et dont le parti centriste Kadima est donné favori, annonce le jeudi 9 mars 2006, dans une interview au « Jerusalem Post », qu'il compte, s'il remporte les élections, tracer, si nécessaire unilatéralement, les frontières définitives d'Israël d'ici 2010. Il procèdera pour cela au démantèlement de nouvelles colonies juives en Cisjordanie. Il veut doter l'État hébreu de « frontières permanentes, par lesquelles nous nous séparerons complètement de la majorité de la population palestinienne et préserverons une majorité juive importante et stable en Israël ».

### Sondages
À la mi-mars, Kadima est donné largement favori par les sondages, les projections lui attribuant deux fois plus de sièges que les Travaillistes et le Likoud.
Les sondages du début du mois de mars montrent que ni le Shinouï, ni HeTS ne pourraient rassembler suffisamment de voix pour avoir des représentants à la Knesset.
Par contre, les deux listes Halhud HaLeumi/Parti national religieux et Israel Beytenou semblaient, d'après les sondages de mars 2006, être les futurs grands vainqueurs (avec Kadima) de l'élection à venir.

### Événements marquant la campagne
En février 2006, le gouvernement israélien fait évacuer par la force la colonie israélienne de Amona dans le nord de la Cisjordanie. C'est l'occasion d'affrontements entre la police et les manifestants israéliens. Certains voient dans cette démarche, un signe de la part des dirigeants de Kadima en direction de la gauche et des pragmatiques qui encourageaient déjà l'évacuation de la Bande de Gaza réalisée plus tôt par Ariel Sharon.
En mars 2006, afin d'empêcher le Président de l'Autorité palestinienne, Mahmoud Abbas, qui menace de libérer Ahmad Saadat, l'assassin de l'ancien ministre israélien Rehavam Zeevi, le gouvernement mené par Ehoud Olmert lance une opération militaire contre la prison de Jéricho qui est contrôlée totalement par les Palestiniens. Cela déclenche une série d'enlèvements dans la Bande de Gaza, visant particulièrement des Occidentaux.
D'après les instituts de sondage, l'image de Kadima et de Ehud Olmert sortent renforcés de cet assaut, tandis que l'Autorité palestinienne est affaiblie. Les sondages suivant cet événement donnent 42 sièges à Kadima contre 16 aux Travaillistes et 15 au Likoud. Tzipi Livni, proche de Olmert, assure que l'assaut a été mené « sans aucune considération ou arrière-pensée électorale ».
Dans la semaine précédant le scrutin, les sondages montrent un tassement des intentions de vote pour Kadima, à la faveur des travaillistes et du Likoud, et également de Israel Beytenou de Avigdor Liberman.
L'agitation politique du côté de l'Autorité palestinienne à l'issue des élections législatives palestiniennes de 2006 marquent également la campagne israélienne :
- les négociations menées par le Hamas, pour composer un nouveau gouvernement palestinien avec les différentes factions de l'OLP dont le Fatah, échouent sur la question de la reconnaissance de accords historiques du processus de paix par le Hamas ;
- Trois jours avant le scrutin en Israël, Mahmoud Abbas donne son feu vert pour l'investiture d'un nouveau gouvernement formé par Ismaël Haniyeh et comprenant 25 ministres, tous membres du Hamas ;
- la veille du scrutin, Ismaël Haniyeh fait un discours public pour « appeler le Quartet pour le Moyen-Orient à dialoguer ». Il rejette le plan de retrait unilatéral proposé par certains partis israéliens.

## Résultats
Le taux de participation définitif au scrutin israélien est de 63,2 %, selon les responsables officiels, soit le second plus faible de l'histoire du pays (après l'élection du Premier ministre israélien de 2001 pour laquelle 62,5 % des électeurs s'étaient exprimés).
À la sortie des urnes, les projections des trois principales chaînes de la télévision israélienne donnent le parti Kadima du Premier ministre sortant Ehud Olmert largement en tête des législatives, avec 29 sièges, soit un peu moins que prévu, sur les 120 sièges de la Knesset. Les travaillistes décrochent la seconde place avec 20 sièges, en troisième position le parti religieux orthodoxe Shas et le Likoud qui apparaît comme le grand perdant avec 12 sièges chacun, vient après le parti de l'immigration russe Israel Beytenou qui obtient 11 sièges.
Les résultats officiels sont les suivants :
Élections législatives israéliennes de 2006
| Partis                                                       | Sièges (évolution) |
| Kadima                                                       | 29 (nouveau)       |
| Travailliste                                                 | 19                 |
| Shas                                                         | 12 (+1)            |
| Likoud                                                       | 12 (-26)           |
| Israel Beytenou                                              | 11 (+8)            |
| Union nationale - Parti national religieux                   | 9 (-1)             |
| Gil (retraités)                                              | 7 (nouveau)        |
| Judaïsme unifié de la Torah - Agoudat Israel - Degel HaTorah | 6 (+1)             |
| Meretz-Yachad                                                | 5 (-1)             |
| Liste arabe unie                                             | 4 (+2)             |
| Hadash                                                       | 3 (+1)             |
| Balad                                                        | 3 (0)              |
| Total (Participation 63.2 %)                                 | 120                |

Voir l'article Liste des membres de la 17e Knesset, pour la liste des nouveaux élus de la Knesset.

## Analyse
À l'issue des élections, plusieurs conclusions semblent partagées par l'ensemble des observateurs:
- le parti Kadima n'a pas obtenu de succès aussi flagrant que celui annoncé par les sondages d'avant-scrutin ;
- les deux premiers partis ne rassemblent pas un nombre suffisant de parlementaires pour pouvoir former une coalition bipolaire. Ils devront composer avec d'autres partis minoritaires ;
- la grande formation historique de droite, Likoud, s'est effondrée et n'est plus l'une des trois principales forces politiques du pays à l'issue du scrutin ;
- le faible taux de participation et l'émiettement des voix vers des petits partis, notamment le nouveau « parti des retraités » dont l'électorat est composé de jeunes à 50 % ;
- les partis religieux se maintiennent et participeront aux négociations pour former la future coalition gouvernementale ;
- les partis « laïcs » paient le prix de leurs divisions ;
- le succès des partis ayant renoncé au « Grand Israël » et proposant des concessions aux Palestiniens est évident. Certains voient même dans ces résultats un plébiscite pour la poursuite de l'application d'une solution unilatérale au conflit israélo-palestinien.

### Articles sur Wikinews
- Wikinews:fr:Le président iranien propose de déplacer Israël en Europe
- Wikinews:fr:Palestine : Le Hamas gagne les élections. Ahmad Qoreï démissionne
- Wikinews:fr:Israël se prépare à tourner une page
- Wikinews:fr:Bande de Gaza : enlèvement de deux Françaises membres de Médecins du Monde